# Elizabeth (Luisiana)
Elizabeth é uma cidade  localizada no Estado americano de Luisiana, no Condado de Allen.

## Demografia
Segundo o censo americano de 2000, a sua população era de 574 habitantes.
Em 2006, foi estimada uma população de 574, um aumento de 0 (0.0%).

## Geografia
De acordo com o United States Census Bureau tem uma área de
4,2 km², dos quais 4,2 km² cobertos por terra e 0,0 km² cobertos por água. Elizabeth localiza-se a aproximadamente 43 m acima do nível do mar.

## Localidades na vizinhança
O diagrama seguinte representa as localidades num raio de 32 km ao redor de Elizabeth.